# Шешче при Преболду
Шешче при Преболд (словен. Šešče pri Preboldu) је насељено место у општини Преболд, Савињска регија, Словенија.

## Историја
До територијалне реорганизације у Словенији било је у саставу старе општине Жалец.

## Становништво
У попису становништва из 2011. године, Шешче при Преболд је имало 421 становника.
| Број становника према пописима | Број становника према пописима | Број становника према пописима |
| ------------------------------ | ------------------------------ | ------------------------------ |
| 1991                           | 2002                           | 2011                           |
| 366                            | 391                            | 421                            |

Напомена: До 1952. исказивано под именом Шешче. Године 2016. извршена је мала размена територија између насеља Шемпетер в Савињски долини (Жалец) и Шешче при Преболд.